# Achados arqueológicos das Fontainhas
As obras de construção de uma vivenda, durante os anos de 1990, levou ao achado de vestígios arqueológicos nas Fontainhas, junto do lugar de Chão de Mil, freguesia de Pedrógão Pequeno. Foram encontrados diversos fragmentos de sílex. Os achados foram identificados como sendo do Calcolítico e foram guardados pela Câmara Municipal da Sertã.